# 飛機座艙罩

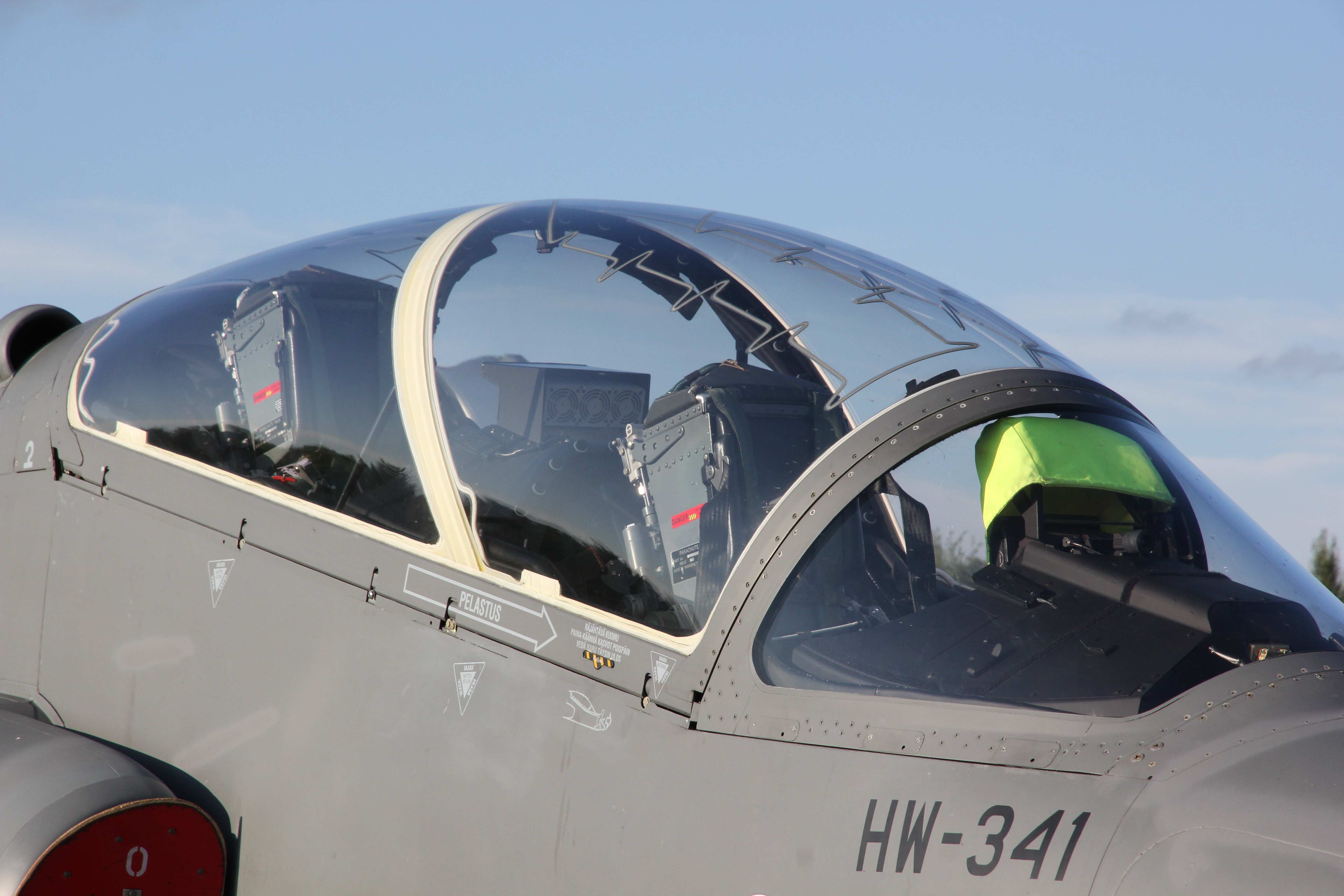
鷹式教練機的座艙罩

飛機座艙罩（英語：Aircraft canopy），即飛機座艙封罩，為減少空氣阻力而製成流線造型。

## 概要
早期飛機採開放式座艙設計，飛行員常在飛行時無遮蔽物受風吹雨打，頂多只有風擋（windshield）。1920、30年代因飛行速度和高度增加緣故而出現封閉式座艙，當時為隔框（frame）及窗格（muntin）造形，起初採玻璃材質後改用聚甲基丙烯酸甲酯，及至泡型艙罩出現，不僅提供更好的視野也減少重量和空氣阻力。

## 構成
座艙罩包括風擋、清晰塑膠泡罩及框架、彈射爆破索等結構組成。過去座艙罩是指除了風擋以外的座艙封罩，由於F-16、F-22等無風擋的座艙罩產生，不再有此嚴格區別。不過框架還是具其強化結構功能，例如F-35風擋弓框在一體真空成型泡罩內；F-CK-1戰鬥機雖像F-22和F-35選用一體開啟式座艙罩，但仍採傳統風擋、座艙罩總成的設計。

## 延伸閱讀
- The Malcolm Hood （页面存档备份，存于）

## 圖集

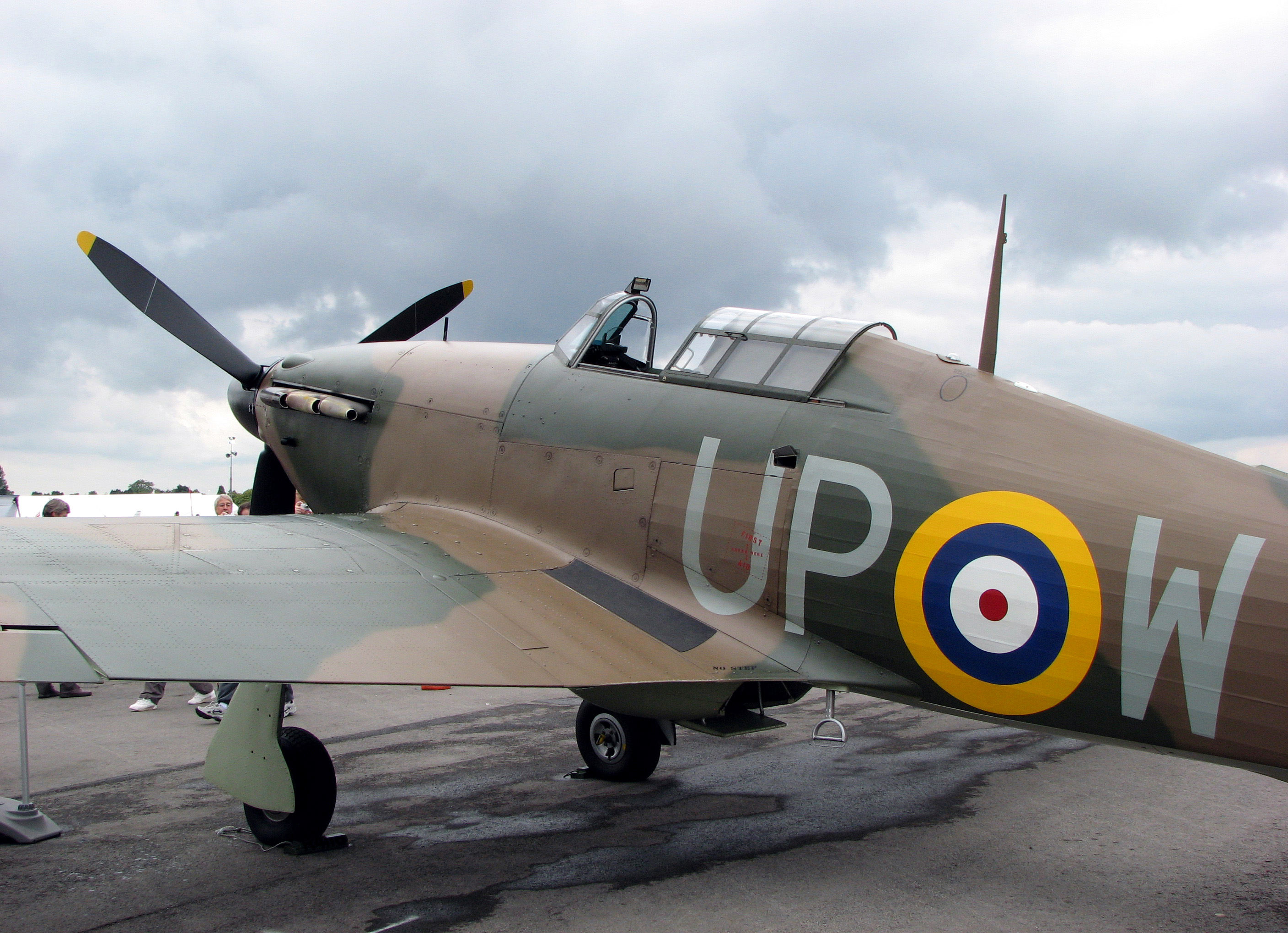
颶風戰鬥機的座艙罩，可見其窗格及風擋隔框
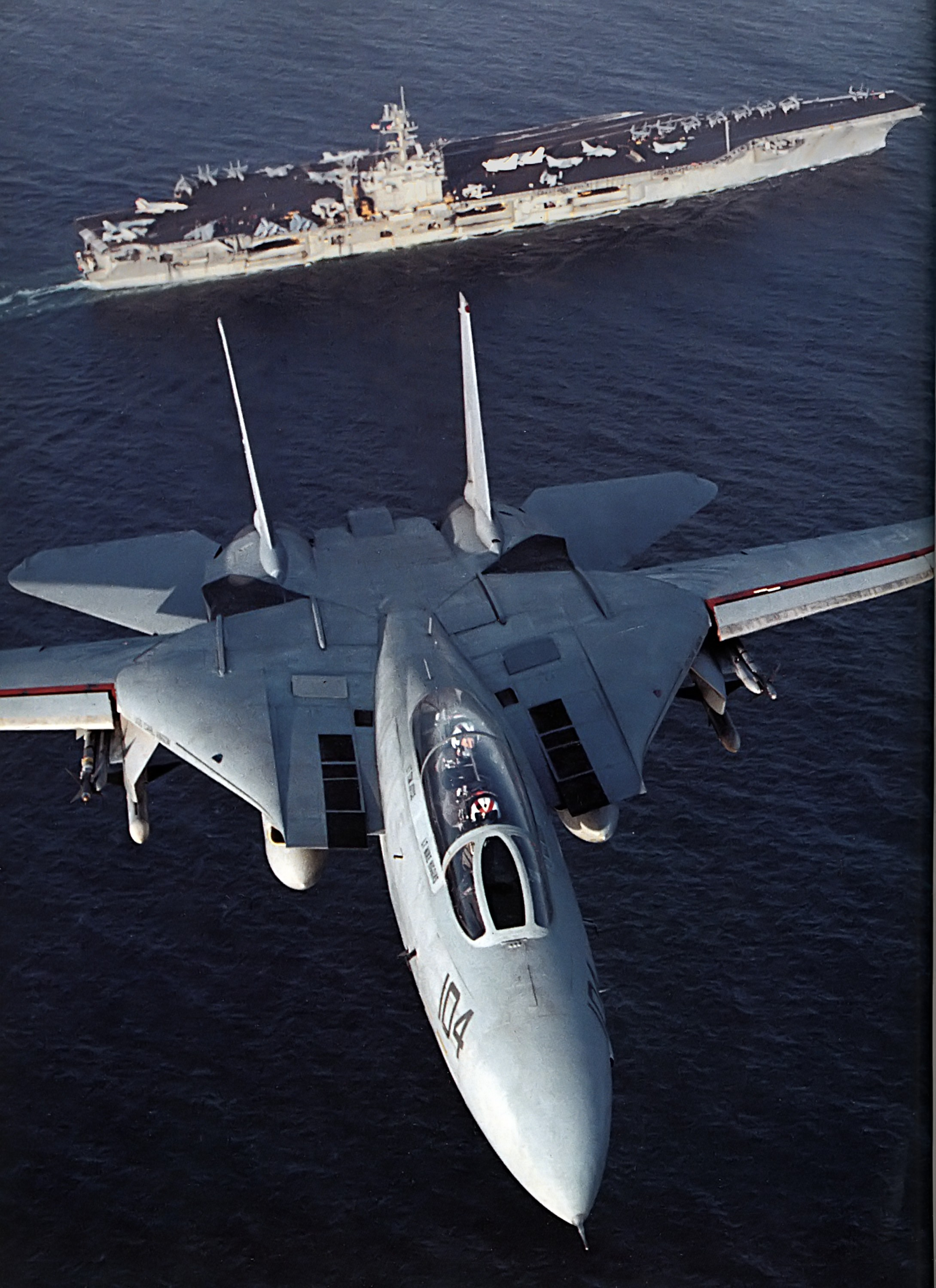
飛越卡爾文森號航空母艦的F-14，其風擋採有隔框設計
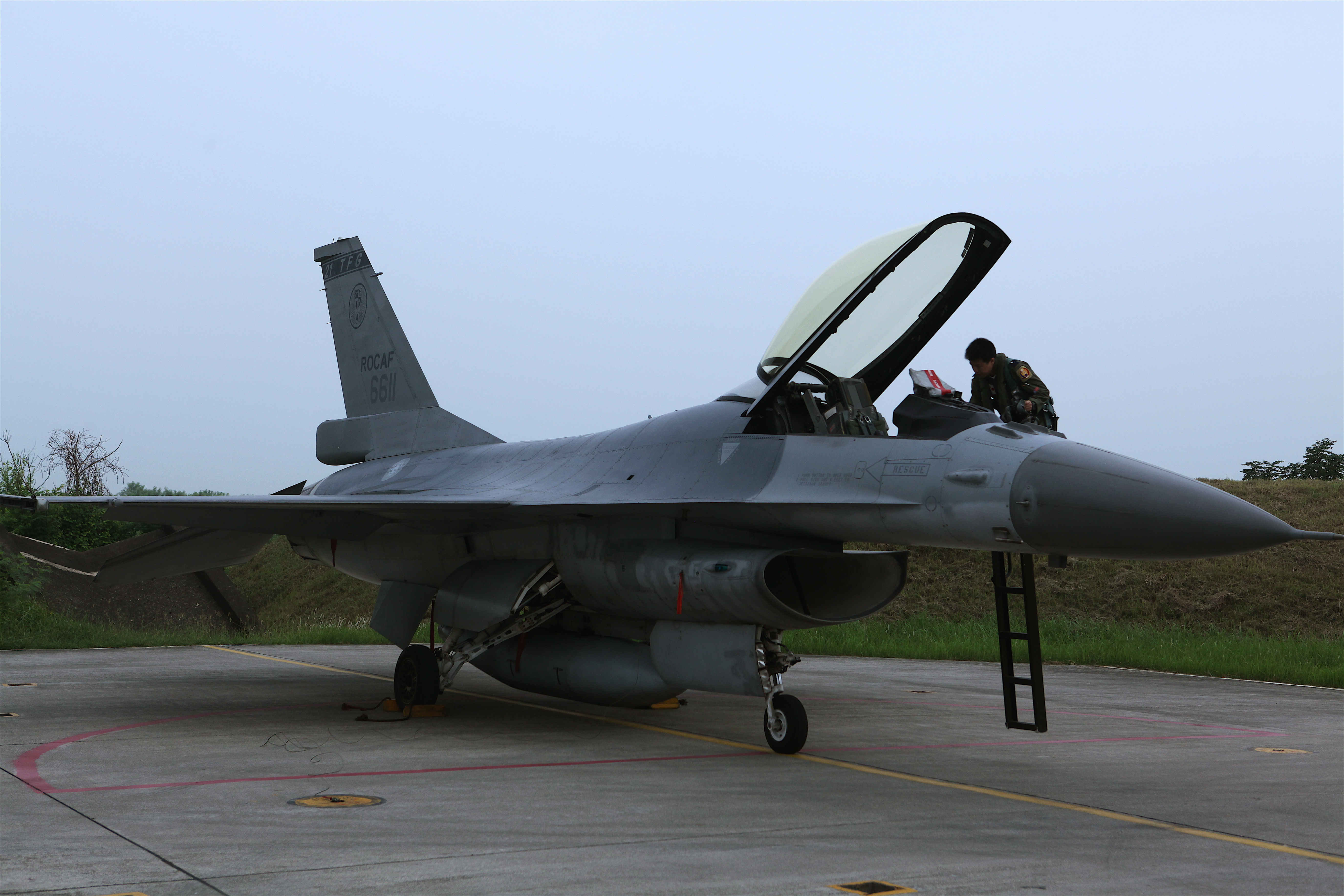
F-16座艙罩無風擋但有弓框設計
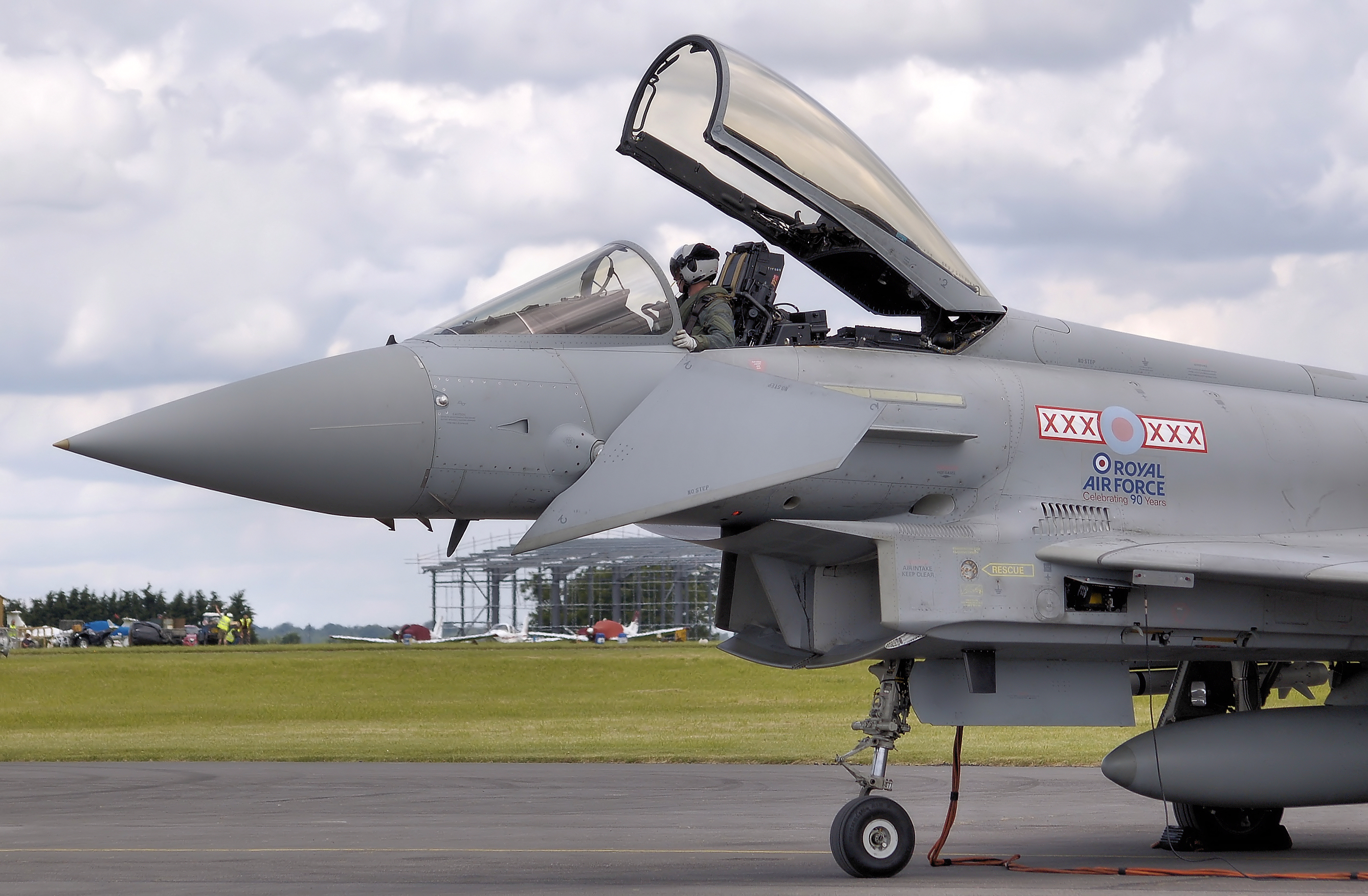
颱風戰鬥機風擋為無隔框設計
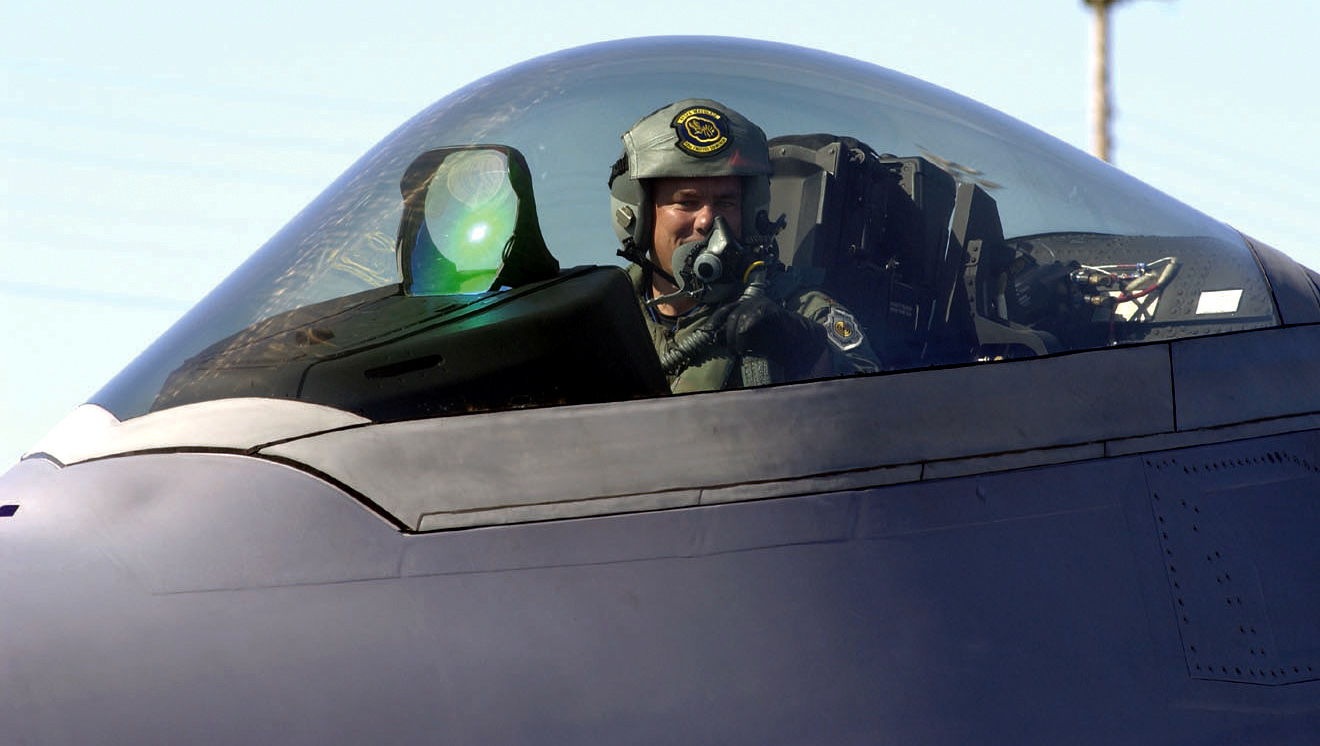
F-22的無框泡型艙罩
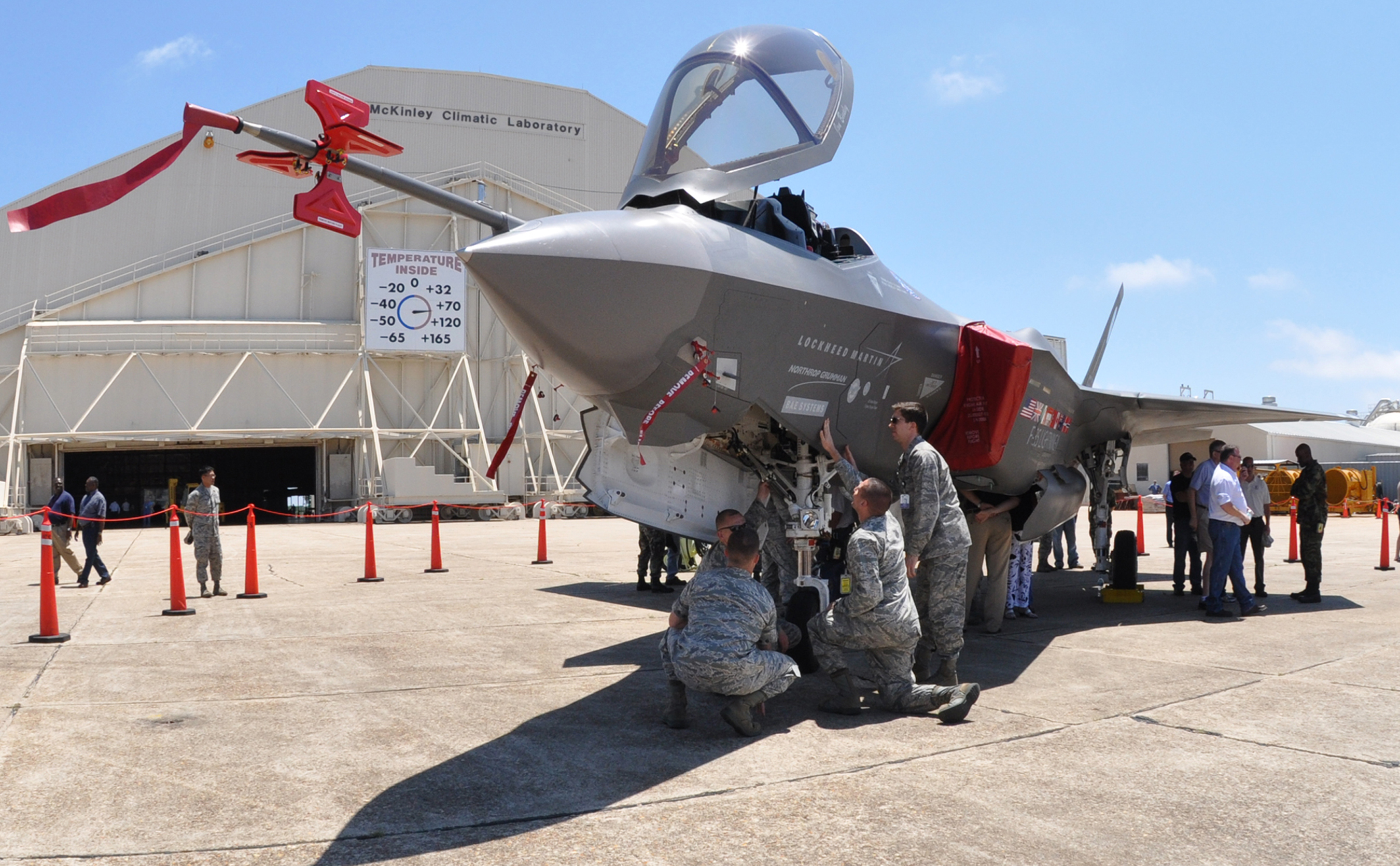
F-35風擋弓框在泡罩內
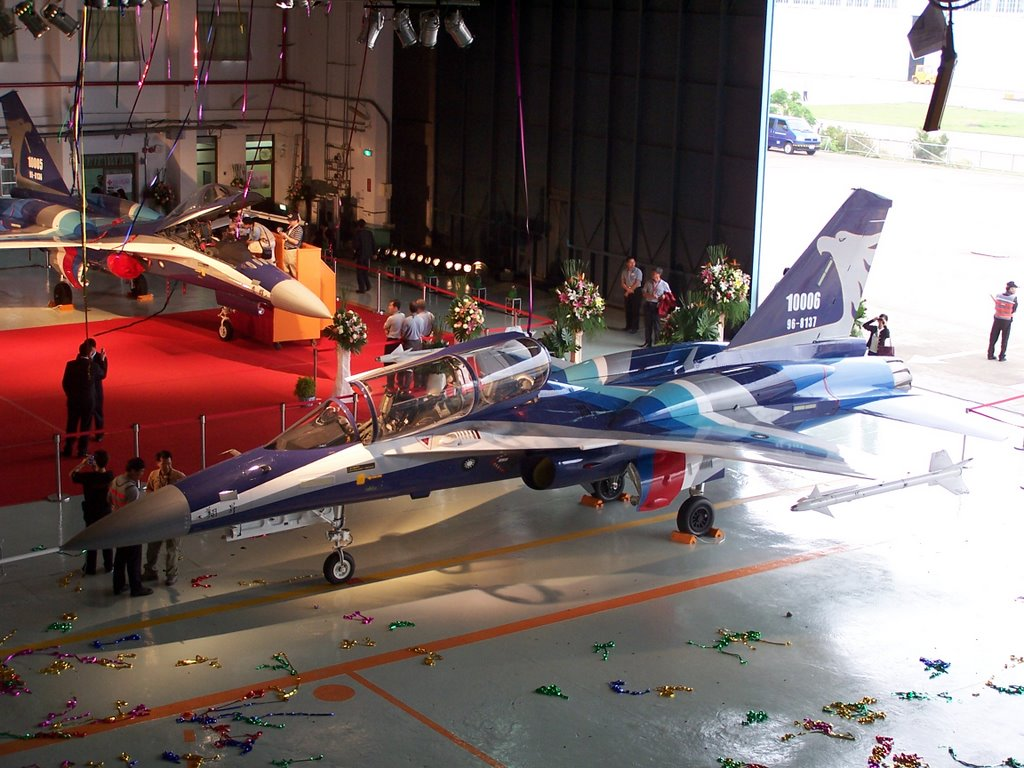
F-CK-1雄鷹原型機，可見遠處單座型座艙罩採一體開啟式設計